# Trichoniscus fragilis
Trichoniscus fragilis är en kräftdjursart som beskrevs av Emil Racoviţă 1908C. Trichoniscus fragilis ingår i släktet Trichoniscus och familjen Trichoniscidae. Inga underarter finns listade i Catalogue of Life.